# Mystic River (Film)
Mystic River ist eine Literaturverfilmung des gleichnamigen Romans von Dennis Lehane. Clint Eastwood drehte den preisgekrönten melodramatischen Thriller im Jahr 2003 nach dem Drehbuch von Brian Helgeland.

## Handlung
Die Handlung beginnt in einem Arbeiterstadtteil Bostons: Die drei Freunde Dave Boyle, Jimmy Markum und Sean Devine – etwa zehn bis zwölf Jahre alt – spielen auf der Straße und schreiben ihre Namen in den noch feuchten Zement des Gehweges, als sie von einem autoritären Mann, der sich als Polizist ausgibt, angesprochen werden. Dieser wirft ihnen eine Straftat vor und kündigt ihnen an, einen von ihnen mitzunehmen. Die Wahl fällt auf Dave. Dieser wird vier Tage misshandelt und vergewaltigt, bis es ihm gelingt, zu entkommen.
25 Jahre später kreuzen sich die Wege der Jugendfreunde unter tragischen Umständen wieder. Jimmy ist jetzt ein ehemaliger Krimineller, der einen kleinen Supermarkt führt. Katie ist seine 19-jährige Tochter aus der Beziehung mit seiner ersten großen Liebe, Marita, die an Krebs starb, während er zwei Jahre im Gefängnis war. Seitdem stehen sich die beiden sehr nahe. Andererseits hegt Jimmy einen für seine Umgebung unverständlichen Hass auf die Familie seines verschwundenen ehemaligen Freundes Ray Harris. Nun ist Katie ausgerechnet mit dessen Sohn Brendan liiert, so dass die beiden die Beziehung geheim halten müssen und beschlossen haben, ohne Abschied durchzubrennen. In der Nacht zuvor wird Katie jedoch auf dem Heimweg ermordet.
Sean, inzwischen von Beruf Polizist, übernimmt den Fall als Ermittler. Schnell stellt sich heraus, dass der seit seiner Entführung verstörte Dave einiges zu verbergen hat: Er benimmt sich nach dem Mord sonderbar und kann den Ermittlern eine blutige Wunde an der Hand nicht erklären. Seiner Frau Celeste, einer Cousine von Jimmys zweiter Frau, hatte er erklärt, er sei von einem Straßenräuber überfallen worden und befürchte, dass er diesen im Affekt getötet habe. Aber seine Frau wird misstrauisch, als sie nichts davon in der Zeitung findet und stattdessen der Mord an Katie bekannt wird. Auch die Ermittler vernehmen ihn als Verdächtigen ebenso wie Brendan Harris.
Auch der seit Jahren verschwundene Ray Harris gilt zunächst als verdächtig, insbesondere da Katie mit einer Waffe erschossen wurde, die von ihm bei einem früheren Überfall bereits verwendet wurde. Sein Sohn Brendan Harris besteht einen Lügendetektortest, und die Ermittler sehen auch kein Motiv, das er gehabt haben könnte. Im Laufe der weiteren Ermittlungen stellt sich heraus, dass Jimmys Gefängnisstrafe mit einem Verrat von Ray Harris zusammenhing und dass Jimmy deshalb beim Krebstod von Katies Mutter nicht dabei sein konnte. Ray Harris verschwand spurlos kurz nach Jimmys Entlassung.
Dave versucht, den Betroffenen zu helfen, ist aber durch das Entsetzen über seine eigene Tat wieder mit den Dämonen seiner Kindheit konfrontiert und unfähig, darüber zu reden. Inzwischen glaubt sogar seine Frau, ihr Mann sei der Mörder, und teilt dies Jimmy mit, der mit Hilfe seiner kriminellen Freunde Dave nachts an das Ufer des Mystic River lockt. Dave gesteht dort, dass er in der fraglichen Nacht einen Pädophilen, den er beim Missbrauch eines minderjährigen Jungen erwischte, erschlagen hatte. Doch Jimmy glaubt ihm nicht und verspricht Dave, ihn nicht zu töten, wenn er den Mord an Katie gesteht. Unter diesem Druck gesteht Dave fälschlicherweise den Mord und erfindet ein Motiv. Jimmy bricht sein Versprechen, tötet Dave und wirft seine Leiche in den Fluss.
Am nächsten Morgen eröffnet sich für Jimmy die wahre Tragik der Geschichte: Sean erzählt ihm, dass zwei Nachbarsjungen seine Tochter Katie umgebracht haben und Dave somit unschuldig war – er werde jedoch im Zusammenhang mit der Tötung eines vorbestraften Pädophilen gesucht. Einer der Nachbarsjungen ist der jüngere Bruder von Brendan, der diesen nicht wegen Katie verlieren wollte. Die Ermordung Katies war reiner Zufall. Die Jungs hatten sie mit der Waffe versehentlich angeschossen und töteten sie dann in Panik aus Angst vor den Konsequenzen. Sean erfährt zwar von Jimmy indirekt, dass dieser Dave ermordet hat, verhaftet ihn jedoch nicht, sondern lässt ihn ungeschoren davonkommen. Jimmys Frau redet ihm das schlechte Gewissen aus und schiebt die Schuld auf Daves Frau, die ihren Mann denunziert hatte. In der Schlussszene sieht man Jimmy im Kreise seines Clans als Zuschauer bei einer Feiertagsparade, während die verzweifelte Celeste ihrem verstörten Sohn, der jetzt ohne Vater aufwachsen muss, bei der Parade zuwinkt. Von der anderen Straßenseite aus gibt Sean Jimmy durch eine Geste zu erkennen, dass er ihn genau im Auge behalten wird, doch Jimmy zeigt sich davon betont unberührt.

## Entstehung
Clint Eastwood bekam die Idee, das Buch von Dennis Lehane zu verfilmen, nachdem er eine Zusammenfassung des Buches in der Zeitung gelesen hatte. Die Verstrickung verschiedener Charaktere in ein einziges, schicksalhaftes Ereignis hat ihn so angesprochen, dass er, nachdem er das Buch gelesen hatte, Lehane kontaktierte und um die Filmrechte bat. Lehane seinerseits hatte eine Verfilmung zuvor kategorisch abgelehnt, Eastwood jedoch sagte er zu. Für die Erstellung des Drehbuchs suchten beide gemeinsam Brian Helgeland aus, der schon für L.A. Confidential einen Oscar für das beste adaptierte Drehbuch bekommen hatte. Eine Parallele der beiden Geschichten besteht darin, dass auch bei L. A. Confidential drei sehr unterschiedliche Hauptfiguren im Mittelpunkt stehen.
Die Dreharbeiten fanden in Boston statt, wo auch der Roman spielt. Eastwood legte Wert darauf, die Geschichte möglichst authentisch zu zeigen, und setzte den im Vergleich zu Alternativen (z. B. in Kanada) teureren Drehort durch. Zu seinem Begriff der Echtheit gehört ebenfalls, dass der Film ohne digitale Effekte gedreht wurde und so vom Stil her eher an konventionelle Dramen der 1970er-Jahre erinnert.
Clint Eastwood wird zudem von Schauspielern und Mitarbeitern nachgesagt, er schaffe im Gegensatz zu vielen anderen Regisseuren am Drehort eine angenehme Atmosphäre der Ruhe anstelle des typischen hohen Spannungslevels. Er verlässt sich auf die Schauspielkunst seiner Akteure, was sich zum einen darin ausdrückt, dass er den Schauspielern viel Raum lässt, die eigenen Figuren zu verkörpern. Zum anderen dreht Eastwood selten mehr als zwei Takes einer Szene und lässt oft schon während der Proben aufnehmen, was den Schauspielern ermöglicht, ihre Energie gezielter einzusetzen. Die Schauspieler betonten zudem, wie sehr ihnen der Roman beim Ausgestalten ihrer Figuren geholfen habe, da er ihnen entsprechende Hintergrundinformationen lieferte und auf diese Weise viele Fragen beantwortete, die sonst durch den Regisseur hätten geklärt werden müssen.

## Filmmusik
1. Mystic River-Main Title
2. Abduction
3. Communion / Katie’s Absence
4. Jimmy’s Anguish
5. Meditation #1 - Piano
6. Orchestral Variation #1 of the Music from Mystic River
7. Escape from the Wolves
8. The Morgue
9. Brendan’s Love of Katie
10. Meditation #2 - Piano
11. Dave’s Past
12. The Confrontation
13. The Resolution
14. A Full Heart
15. Meditation #3 - Piano
16. Orchestral Variation #2 of the Music from Mystic River
17. Theme from Mystic River
18. Cosmo
19. Black Emerald Blues

(Quelle: )

## Kritiken
„Die […] psychologische Studie über Gewalt, einen frühen Schock mit späten Folgen und verschiedene Formen von Freundschaft und Familienbande bezieht ihre innere Spannung weniger aus den kühl und kompliziert montierten Handlungssträngen als aus den subtil dargestellten Emotionen der hervorragend dargestellten Hauptfiguren.“

„Ein durchaus gewichtiges Drama, das in diesen Zeiten, da die Teenies längst zum Hauptzielpublikum der Filmindustrie geworden sind, aufmerksame, selbständige, erwachsene Zuschauer verlangt, um ihnen wieder zu zeigen, wozu das Erzählkino eigentlich in der Lage ist.“

## Trivia
- Der Film markierte nach 37 Jahren die erneute Zusammenarbeit zwischen Clint Eastwood, diesmal als Regisseur, und Eli Wallach mit einem Kurzauftritt als Mr. Loonie, dem Inhaber eines Spirituosengeschäfts. Beide Schauspieler standen gemeinsam im Jahr 1966 in Sergio Leones Western Zwei glorreiche Halunken vor der Kamera.
- Die musikalische Beratung erfolgte durch Clint Eastwoods Mitarbeiter Bruce Ricker.[7]

## Auszeichnungen
Die 24. Regiearbeit von Clint Eastwood wurde mit zahlreichen Auszeichnungen geehrt. Unter anderem wurde sie für sechs Oscars, fünf Golden Globe Awards und vier BAFTA Awards nominiert.
Oscar
Auszeichnungen:
- Bester Hauptdarsteller: Sean Penn
- Bester Nebendarsteller: Tim Robbins

weitere Nominierungen:
- Bester Film
- Beste Regie: Clint Eastwood
- Beste Nebendarstellerin: Marcia Gay Harden
- Bestes adaptiertes Drehbuch: Brian Helgeland

Golden Globe Award
Auszeichnungen:
- Bester Hauptdarsteller – Drama: Sean Penn
- Bester Nebendarsteller: Tim Robbins

weitere Nominierungen:
- Bester Film – Drama
- Beste Regie: Clint Eastwood
- Bestes Drehbuch: Brian Helgeland

British Academy Film Award 2004
Nominierungen:
- Bester Hauptdarsteller: Sean Penn
- Bester Nebendarsteller: Tim Robbins
- Beste Nebendarstellerin: Laura Linney
- Bestes adaptiertes Drehbuch Brian Helgeland

Internationale Filmfestspiele von Cannes
- Golden Coach (Carrosse d’Or): Clint Eastwood

César
- Bester ausländischer Film

Die Deutsche Film- und Medienbewertung FBW in Wiesbaden verlieh dem Film das Prädikat „besonders wertvoll“.